# Brennfläche (Geometrie)

Brennflächen (hellblau, rosa) eines hyperbolischen Paraboloids (weiß)

In der Geometrie ist eine Brennfläche eine einer gegebenen Fläche zugeordnete Fläche. Sie besteht
- aus der Gesamtheit der Mittelpunkte der die Krümmungslinien oskulierenden Kreise.

Da es in der Regel auf einer Fläche zwei Scharen von Krümmungslinien gibt, zerfällt die Brennfläche in der Regel auch in zwei Teile. Der Begriff der Brennfläche ist eine Übertragung des Begriffs der Evolute einer ebenen Kurve auf Flächen. Ähnlich wie bei einer Evolute wird eine Brennfläche von den Flächennormalen berührt.

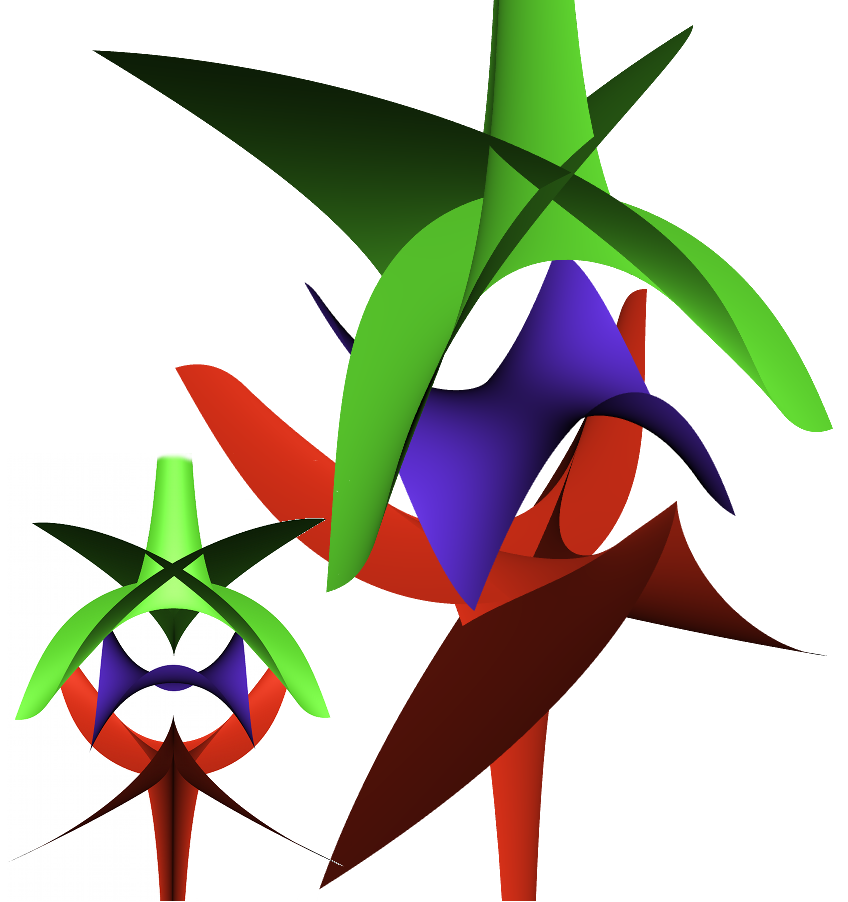
Brennflächen (grün und rot) eines Affensattels (blau). Im Zentralpunkt ist die gaußsche Krümmung 0, sonst negativ.

Ist {\displaystyle {\vec {p}}} ein Punkt der gegebenen Fläche, {\displaystyle {\vec {n}}} die Einheitsnormale und sind {\displaystyle k_{1},k_{2}} die Hauptkrümmungen in {\displaystyle {\vec {p}}}, so sind
{\displaystyle {\vec {b}}_{1}({\vec {p}})={\vec {p}}+{\frac {\vec {n}}{k_{1}}}\ } und {\displaystyle \ {\vec {b}}_{2}({\vec {p}})={\vec {p}}+{\frac {\vec {n}}{k_{2}}}\ }
die zugehörigen Punkte der beiden Brennflächen.
Ist eine Hauptkrümmung {\displaystyle 0}, so liegt der zugehörige Kreismittelpunkt im {\displaystyle \infty } und die Brennfläche hat einen Pol (siehe zweites Bild: Affensattel). Ist die gaußsche Krümmung negativ, so liegen die Brennflächen auf verschiedenen Seiten der Fläche, wie im Beispiel des hyperbolischen Paraboloids (siehe Bild).
Es treten wichtige Spezialfälle auf:
1. Ist die Fläche eine Kugel, artet die Brennfläche in den Mittelpunkt der Kugel aus.
2. Ist die Fläche eine Rotationsfläche, artet die eine Brennfläche in die Rotationsachse aus.
3. Beim Torus besteht die Brennfläche aus dem Leitkreis und der Torusachse.
4. Bei einer Dupinschen Zyklide besteht die Brennfläche aus zwei Fokalkegelschnitten.[3] Die Dupinschen Zykliden sind die einzigen Flächen, deren Brennflächen in zwei Kurven ausarten.
5. Bei einer Kanalfläche artet eine Brennfläche in eine Kurve (Leitkurve) aus.
6. Zwei konfokale ungleichartige Quadriken (z. B. ein Ellipsoid und ein einschaliges Hyperboloid) lassen sich als Brennflächen einer Fläche auffassen.[4]